# Kid Niki: Radical Ninja
Kid Niki: Radical Ninja, conocido en Japón como Kaiketsu Yanchamaru (快傑ヤンチャ丸?  lit. "El maravilloso Yanchamaru"), es un videojuego de arcade. Fue desarrollado y publicado por Irem con asistencia de Ultra Games en 1986, y después fue publicado fuera de Japón por Data East en 1987. El juego corre sobre la plataforma de hardware Irem M-62, la mismo que Kung-Fu Master.
Las diferencias entre Kid Niki: Radical Ninja y Kaiketsu Yanchamaru son mínimas. Aparte de la traducción del texto, la diferencia más evidente es el peinado del protagonista. El de Kid Niki es más punk rock, con puntas pronunciadas y una coleta en la espalda. El de Yancha Maru tiene puntas más discretas y un moño (o chonmage). En la versión arcade del juego, el keikogi del protagonista es amarillo, mientras que en las versiones de inicio es rojo.

## Legado
En Japón, aparecieron dos secuelas para la Famicom. La primera fue Kaiketsu Yanchamaru 2: Karakuri Land en 1991 y la segunda, Kaiketsu Yanchamaru 3 en 1993. Cada uno de los tres títulos para NES/Famicom presenta diseños de personajes radicalmente diferentes.
En 1991 se lanzó una secuela para Game Boy llamada Ganso!! Yanchamaru. Esta secuela portátil es un juego único y no una adaptación de los títulos existentes de Kid Niki/Yanchamaru.
Kid Niki hace un cameo en Kickle Cubicle, el juego de Irem para NES. Para ver a Kid Niki, el jugador debe mantener pulsado el botón A del mando 2 y luego encender el juego. Luego, el jugador mantiene pulsado el botón A hasta que aparezca la pantalla de título, y Kid Niki aparecerá. Este truco también funciona en la versión de Kickle Cubicle para Famicom. También aparece como carta de personaje en Shuyaku Sentai Irem Fighter.
Kid Niki Radical Ninja fue lanzado por Hamster Corporation como parte de su serie Arcade Archives en enero de 2018 para Nintendo Switch y PlayStation 4.
- Datos: Q6404521